# Berrytown (Pensilvania)
Berrytown es un área no incorporada ubicada en el condado de Bradford en el estado estadounidense de Pensilvania.

## Geografía
Berrytown se encuentra ubicada en las coordenadas 41°53′24″N 76°46′01″O / 41.89000, -76.76694.